# كل حبك (ألبوم سيتي نورهاليزا)
كل حبك (بالإنجليزية: All Your Love)‏ هو ألبوم الاستوديو السادس عشر والألبوم الإنجليزي الأول للمغني سيتي نورهاليزا.

## قائمة الأغاني
1. All Your Love (كل حبك / كل ما تبذلونه من الحب)
2. Nobody Else (لا أحد اخر)
3. Tonight (الليلة)
4. All Over Again (كله من جديد)
5. I'll Wait Forever (سأنتظر إلى الأبد)
6. Falling In Love (الوقوع في الحب)
7. I Cry Out (أنا أبكي)
8. Fight for Love (حارب من اجل الحب)
9. Stand Up (الوقوف)
10. Remember You (اتذكرك)